# Àrtam alablanc
L'àrtam alablanc (Artamus cyanopterus) és una espècie d'ocell de la família dels artàmids (Artamidae) 

## Hàbitat i distribució
Habita boscos i horts, des del sud-oest d'Austràlia Occidental, cap al nord fins Moora, cap a l'est, a través del sud d'Austràlia Meridional fins Victòria i Tasmània i cap al nord, a través del sud i nord-est de Nova Gal·les del Sud fins l'est de Queensland.